# Szvoboda Lajos
Szvoboda Lajos (Eperjes, 1847 – Budapest, Józsefváros, 1905. január 21.) újságíró, riporter.

## Élete
Szvoboda Ferenc és Steller Friderika fiaként született. Miután egyetemi tanulmányait Pesten befejezte, szocialista propagandát fejtett ki, s emiatt több sajtópere is volt. Tanárjelöltként 1870-ben a Magyarországi Általános Munkáspárt munkájában vett részt mint a párt német titkára, s az Általános Munkás Újság munkatársa is volt. 1872-ben a hűtlenségi per egyik vádlottja lett, majd belépett az Ungarischer Lloyd, később a Pester Journal és a Neues Politisches Volksblatt szerkesztőségébe. A Pester Lloydhoz 1884-ben került. Újságírói működésének tere a bűnügyi riport volt. Fáradhatatlanul kutatta a legbonyolultabb események szálait és kiváló érzékével, éles szemével nemegyszer tett jó szolgálatot a rendőrségnek is. Török János főkapitány egy ízben kijelentette, hogy nincs hivatalnoka, aki Szvobodával mérkőzni tudna titokzatos büntettek nyomozásában. Felesége, Horváth Margit halála után utolsó éveiben kerülte az embereket. Halálát májzsugor okozta 58 évesen. Síremlékét (márványobeliszk) 1906-ban leplezték le.